# Wioletta Uryga
Wioletta Uryga (ur. 18 października 1968) – polska lekkoatletka, specjalistka biegów długodystansowych, dwukrotna mistrzyni Polski.

## Kariera
Zdobyła mistrzostwo Polski w maratonie w 1993 i 1995, wicemistrzostwo w maratonie w 1999 i 2000 oraz w półmaratonie w 2002, a także brązowe medale w maratonie w 1992, 1994 i 1997 oraz w półmaratonie w 1999.
Zajmowała czołowe miejsca w wielu biegach maratońskich, m.in. zwyciężyła w maratonie w Koszycach w 1997 i 1998 oraz w maratonie w Poznaniu w 2002.
Była zawodniczką Zagłębia Lubin, Startu Polkowice i Browaru Schöller Namysłów, a obecnie NKS Namysłów.
Oprócz osiągnięć w Polsce - Wioletta Uryga w 2005 roku zajęła pierwsze miejsce na maratonie w Bangkoku. W latach 2007 i 2008 zajęła drugie miejsce na trasie tego maratonu. W 2008 roku przegrała z Tajką zaledwie o 0.36 sekundy. Czas Sunisa Sailomyen wynosił 2:48.23, podczas gdy czas Wioletty Urygi wyniósł 2:48.59.
| Konkurencja           | Data i miejsce             | Wynik       |
| --------------------- | -------------------------- | ----------- |
| bieg na 1500 metrów   | 19 czerwca 1999, Kraków    | 00:04.32,98 |
| bieg na 5000 metrów   | 2 lipca 1999, Kraków       | 16:28,48    |
| bieg na 10 000 metrów | 13 września 1997, Wrocław  | 34:01,02    |
| bieg na 10 km         | 21 lipca 2007, Lębork      | 00:35.32,00 |
| bieg na 15 km         | 02 sierpnia 2008, Jaworzno | 00:54.13,00 |
| półmaraton            | 8 września 2002, Piła      | 1:13:49     |
| maraton               | 9 marca 2003, Nagoja       | 2:34:44     |